# ۹۹ بادکنک
«۹۹ بادکنک» (به آلمانی: Neunundneunzig Luftballons) تک‌آهنگی از خوانندهٔ اهل آلمان نِنا است که در فوریهٔ ۱۹۸۳ در آلمان غربی و ژانویهٔ ۱۹۸۴ در بریتانیا منتشر شد.
این تک‌آهنگ در چارت‌های سوئد، اتریش، فلاندرز، بریتانیا، سوئیس و نیوزلند در رتبهٔ اول و در چارت‌های نروژ جزو ده ترانهٔ اول قرار گرفت.
۹۹ بادکنک آهنگی با مضمون ضد جنگ است. پس از محبوبیت زیاد این آهنگ در اروپا و ژاپن، نسخه‌ای از آن نیز به زبان انگلیسی، نوشته کوین مک‌الی، ارائه شد که «۹۹ بادکنک سرخ (99 Red Balloons) نام داشت. نسخهٔ انگلیسی ترجمهٔ مستقیم از نسخهٔ آلمانی نیست و متن آن مقداری تفاوت دارد.